# Melvin Nyffeler
Melvin Nyffeler (* 16. Dezember 1994 in Volketswil) ist ein Schweizer Eishockeytorhüter, der seit Januar 2017 erneut bei den SC Rapperswil-Jona Lakers in der National League unter Vertrag steht.

## Karriere
Melvin Nyffeler begann seine Karriere im Nachwuchsbereich des EHC Illnau-Effretikon und wechselte 2007 nach Urdorf. Anschliessend spielte er im Juniorenbereich sowohl für die ZSC Lions als auch für die GCK Lions, mit denen er Schweizer A-Juniorenmeister 2010, 2012, als er den geringsten Gegentorschnitt der Elite Jr. A erreichte, und 2013 wurde. In der Spielzeit 2012/13 gab er sein Debüt für die GCK Lions in der National League B. Eine Spielzeit später debütierte er für die ZSC Lions in der National League A, spielte aber auch weiterhin für die GCK Lions in der NLB. 2014 wechselte er zum HC Fribourg-Gottéron in die NLA. Nachdem er sich dort nicht als Stammtorhüter hatte durchsetzen können, kehrte er 2015 in die NLB zurück, wo er nun für den SC Rapperswil-Jona Lakers im Tor stand. Dort avancierte er mit dem geringsten Gegentorschnitt der Liga zu einer Stütze des Teams aus dem Kanton St. Gallen. Daraufhin startete er einen erneuten Anlauf in der NLA beim EHC Kloten. Dort kam er aber – wie schon bei den Zürcher Löwen – nicht über die Rolle des Ersatztorhüters hinaus und so kehrte er im Januar 2017 nach Rapperswil zurück und stieg mit den Lakers zum Ende der Saison 2017/18 in die National League auf. Er selbst trug mit dem geringsten Gegentorschnitt, der besten Fangquote und den meisten Shutouts der Swiss League massgeblich zu diesem Erfolg bei. Im gleichen Jahr gewann er mit seinem Club den Swiss Ice Hockey Cup.

### International
Nyffeler vertrat sein Heimatland im Juniorenbereich bei der U18-Weltmeisterschaft 2012 und den U20-Weltmeisterschaften 2013 und 2014. Nachdem er beim Deutschland Cup 2019 in der Nationalmannschaft der Herren debütiert hatte, kam er bei der Weltmeisterschaft 2021 zu den ersten beiden Einsätzen bei einem grossen Turnier.

## Erfolge und Auszeichnungen
- 2010 Schweizer A-Juniorenmeister mit den GCK Lions
- 2012 Schweizer A-Juniorenmeister mit den GCK Lions
- 2012 Geringster Gegentorschnitt der Elite Jr. A
- 2013 Schweizer A-Juniorenmeister mit den GCK Lions
- 2014 Geringster Gegentorschnitt der National League B
- 2018 Schweizer Cup-Sieger mit den SC Rapperswil-Jona Lakers
- 2018 Meister der Swiss League mit den SC Rapperswil-Jona Lakers
- 2018 Beste Fangquote, geringster Gegentorschnitt und meiste Shutouts der Swiss League
- 2018 Aufstieg in die National League mit den SC Rapperswil-Jona Lakers